# Discografie van Kraantje Pappie
Hieronder volgt de discografie van de Nederlandse zanger en rapper Kraantje Pappie, met name zijn albums, zijn nummers met een notering in een hitlijst en zijn Top 2000-noteringen 

## Albums
| Album     | Verschijnen       | Label      | Hitlijsten | Hitlijsten | Hitlijsten | Hitlijsten | Opmerkingen                        |
| Album     | Verschijnen       | Label      | BE (VL)    | BE (VL)    | NL         | NL         | Opmerkingen                        |
| Album     | Verschijnen       | Label      | Piek       | Weken      | Piek       | Weken      | Opmerkingen                        |
| --------- | ----------------- | ---------- | ---------- | ---------- | ---------- | ---------- | ---------------------------------- |
| Crane     | 6 april 2012      | Noah's Ark | 73         | 19         | 8          | 10         | Studioalbum                        |
| Crane II  | 17 maart 2014     | Noah's Ark | 62         | 5          | 13         | 3          | Studioalbum                        |
| Crane III | 28 oktober 2016   | Noah's Ark | 57         | 35         | 22         | 88         | Studioalbum / Platina in Nederland |
| Daddy     | 28 september 2018 | Noah's Ark | 59         | 4          | 2          | 55         | Studioalbum / Platina in Nederland |

## Nummers met notering(en) in een hitlijst
| Lied                                                         | Verschijnen       | Album                                       | Hitlijsten | Hitlijsten | Hitlijsten  | Hitlijsten  | Hitlijsten   | Hitlijsten   | Opmerkingen                                           |
| Lied                                                         | Verschijnen       | Album                                       | BE (VL)    | BE (VL)    | NL (Top 40) | NL (Top 40) | NL (Top 100) | NL (Top 100) | Opmerkingen                                           |
| Lied                                                         | Verschijnen       | Album                                       | Piek       | Weken      | Piek        | Weken       | Piek         | Weken        | Opmerkingen                                           |
| ------------------------------------------------------------ | ----------------- | ------------------------------------------- | ---------- | ---------- | ----------- | ----------- | ------------ | ------------ | ----------------------------------------------------- |
| Waar is Kraan?                                               | 6 februari 2012   | Crane                                       | 16         | 16         | 21          | 7           | 24           | 14           | Platina in Nederland                                  |
| Wat nou als het lukt                                         | 23 april 2012     | Crane                                       | —          | —          | —           | —           | 92           | 4            |                                                       |
| Hoop nu                                                      | 7 mei 2012        | Crane                                       | tip34      | —          | —           | —           | —            | —            |                                                       |
| Alles gaat voorbij (met Doe Maar en Postmen)                 | 6 augustus 2012   | Versies / Limmen Tapes (van Doe Maar)       | —          | —          | 34          | 1           | 21           | 2            |                                                       |
| Semi bekend                                                  | 8 oktober 2012    | Semi bekend EP                              | tip15      | —          | —           | —           | —            | —            |                                                       |
| Goud over shirt heen (G.O.S.H.)                              | 14 januari 2013   | Semi bekend EP                              | tip32      | —          | —           | —           | —            | —            |                                                       |
| Werkveld                                                     | 1 juli 2013       | —                                           | tip88      | —          | —           | —           | —            | —            |                                                       |
| Weekend (met FeestDJRuud, Dirtcaps en Sjaak                  | 5 juli 2013       | —                                           | —          | —          | tip11       | —           | 69           | 1            | Goud in Nederland                                     |
| Met z'n tweeën                                               | 29 november 2013  | Crane II                                    | tip8       | —          | tip4        | —           | 57           | 3            | 3FM Megahit                                           |
| Feesttent (met Jiggy Djé)                                    | 14 februari 2014  | Crane II                                    | —          | —          | tip2        | —           | 50           | 12           | Platina in Nederland                                  |
| Mijn nacht                                                   | 26 mei 2014       | Crane II                                    | tip57      | —          | —           | —           | —            | —            |                                                       |
| Handen omhoog (met Jan Smit)                                 | 3 oktober 2014    | Jij & ik (van Jan Smit)                     | tip44      | —          | 26          | 3           | 1 (1 wk)     | 4            | Goud in Nederland                                     |
| De hele nacht door (met Cazz Major en StukTV)                | 11 mei 2015       | —                                           | —          | —          | tip13       | —           | —            | —            |                                                       |
| Euro's                                                       | 2 mei 2016        | Crane II                                    | tip        | —          | —           | —           | —            | —            |                                                       |
| De manier (met Bizzey)                                       | 28 oktober 2016   | Crane III                                   | 37         | 1          | tip7        | —           | 22           | 18           | 3× Platina in Nederland                               |
| Pompen                                                       | 13 januari 2017   | Crane III                                   | 6          | 19         | —           | —           | 81           | 2            | Platina in Nederland en in België                     |
| Traag (met Bizzey en Jozo)                                   | 12 mei 2017       | —                                           | tip27      | —          | tip8        | —           | 22           | 46           | 4× Platina in Nederland                               |
| Ja! (met Bizzey, Chivv en Yung Felix)                        | 12 januari 2018   | November (van Bizzey)                       | tip2       | —          | 5           | 12          | 1 (2 wkn)    | 23           | Dubbelplatina in Nederland                            |
| Lil Craney                                                   | 16 maart 2018     | Daddy                                       | tip1       | —          | 5           | 17          | 2            | 31           | Platina in Nederland                                  |
| Allez (met Diggy Dex)                                        | 20 april 2018     | —                                           | tip        | —          | tip12       | —           | —            | —            |                                                       |
| Liefde in de lucht (met Joshua Nolet)                        | 8 juni 2018       | Daddy                                       | tip12      | —          | 5           | 16          | 6            | 23           | 3FM Megahit / dubbelplatina in Nederland              |
| Ik heb je nodig (met Bizzey en Jonna Fraser)                 | 4 oktober 2018    | Daddy                                       | tip        | —          | 20          | 6           | 11           | 12           | Goud in Nederland                                     |
| Bitch move (met Josylvio)                                    | 28 september 2018 | Daddy                                       | —          | —          | —           | —           | 76           | 1            |                                                       |
| Sigaret                                                      | 30 november 2018  | Daddy                                       | —          | —          | tip13       | —           | —            | —            |                                                       |
| Drup (met Bizzey, Jonna Fraser en Ramiks)                    | 11 januari 2019   | —                                           | tip33      | —          | 9           | 9           | 2            | 25           | Dubbelplatina in Nederland                            |
| Fuego (met Rockywhereyoubeen en Bizzey)                      | 25 januari 2019   | —                                           | —          | —          | —           | —           | 68           | 1            |                                                       |
| Last man standing (met Yung Felix, Chivv en Bizzey)          | 8 maart 2019      | —                                           | tip        | —          | tip5        | —           | 7            | 15           | Platina in Nederland                                  |
| Stretch (met Murda en Bizzey)                                | 25 april 2019     | Baba (van Murda)                            | —          | —          | —           | —           | 54           | 2            |                                                       |
| Moment (met Kris Kross Amsterdam en Tabitha)                 | 17 mei 2019       | —                                           | —          | —          | 3           | 20          | 5            | 33           | Alarmschijf, 538 Dancesmash / 4× platina in Nederland |
| Vallende ster                                                | 6 september 2019  | —                                           | tip        | —          | 38          | 2           | —            | —            |                                                       |
| Op zoek naar life (met Snelle)                               | 25 oktober 2019   | Vierentwintig (van Snelle)                  | —          | —          | —           | —           | 28           | 2            |                                                       |
| Getaway                                                      | 1 november 2019   | —                                           | tip31      | —          | tip20       | —           | —            | —            |                                                       |
| Nacht (met Guus Meeuwis)                                     | 10 januari 2020   | —                                           | tip        | —          | 25          | 6           | 17           | 16           | Platina in Nederland                                  |
| Rode wijn (met Maan)                                         | 20 maart 2020     | —                                           | tip        | —          | 23          | 11          | 28           | 17           | Platina in Nederland                                  |
| Hoe het loopt (met Paul Sinha)                               | 29 mei 2020       | Dromen (van Paul Sinha)                     | tip        | —          | tip21       | —           | —            | —            |                                                       |
| Ma aan de lijn                                               | 7 januari 2021    | —                                           | —          | —          | tip14       | —           | —            | —            |                                                       |
| Tranen (met Kris Kross Amsterdam en Pommelien Thijs)         | 5 maart 2021      | —                                           | 14         | 9          | tip6        | —           | 73           | 1            | MNM-Big Hit / Goud in België                          |
| 1% (met Bilal Wahib)                                         | 25 november 2021  | El mehdi (van Bilal Wahib)                  | —          | —          | —           | —           | 52           | 1            | Goud in Nederland                                     |
| Hockeymeisjes (met Bizzey en Immo)                           | 14 januari 2022   | —                                           | —          | —          | tip18       | —           | 67           | 1            |                                                       |
| Missen zou (met Thomas Acda en Rolf Sanchez)                 | 25 maart 2022     | —                                           | —          | —          | 27          | 7           | 67           | 9            | Alarmschijf, NPO Radio 2 TopSong                      |
| Lang leve the life                                           | 29 april 2022     | —                                           | —          | —          | tip10       | —           | 78           | 1            |                                                       |
| Ben je wakker? (met Sigourney K)                             | 16 februari 2023  | Echte meisjes huilen niet (van Sigourney K) | —          | —          | tip23       | —           | —            | —            |                                                       |
| Doe me dansje (met La Fuente en Ronnie Flex)                 | 7 april 2023      | —                                           | —          | —          | tip10       | —           | 56           | 4            |                                                       |
| Ome Duo (met Trobi, Chivv, ADF Samski en Angela Groothuizen) | 21 april 2023     | —                                           | —          | —          | tip2        | —           | 30           | 16           | Goud in Nederland                                     |
| Zin in de zomer man (met Bizzey en Rolf Sanchez)             | 4 mei 2023        | Four Juno (van Bizzey)                      | —          | —          | 17          | 8           | 8            | 17           | Goud in Nederland                                     |
| Ruggengraat (met Snelle)                                     | 19 mei 2023       | Achtentwintig (van Snelle)                  | —          | —          | 32          | 5           | 29           | 17           | Goud in Nederland                                     |
| Spagaat (met Bizzey)                                         | 7 april 2023      | —                                           | —          | —          | —           | —           | 76           | 1            | Als Sick & Nimon                                      |
| Dangerous                                                    | 12 januari 2024   | —                                           | —          | —          | tip19       | —           | —            | —            |                                                       |

## NPO Radio 2 Top 2000
Van Kraantje Pappie stond alleen Missen zou (met Thomas Acda & Rolf Sanchez) in 2023 in de NPO Radio 2 Top 2000, op plek 1979.